# Armando Libianchi
Armando Libianchi (Roma, 14 giugno 1925 – Bonzanigo, 14 aprile 1980) è stato un attore e paroliere italiano.

## Biografia
Nato a Roma è stato un attore italiano apparso in alcune pellicole degli anni quaranta e primi anni cinquanta.
Attivo anche nell'avanspettacolo, è ricordato per essere autore insieme a Luigi Granozio, nel 1947, di Roma forestiera, una canzone nostalgica romana che, negli anni successivi, fu cantata tra gli altri da Gabriella Ferri, Lando Fiorini, Sergio Centi e Claudio Villa (che ebbe la prima scrittura proprio da Libianchi). Nel 1944 ha scritto la monografia La colomba de la pace.

## Filmografia
- Mio figlio professore regia di Renato Castellani (1946)
- Senza pietà regia di Alberto Lattuada (1948)
- Anna regia di Alberto Lattuada (1951)
- Lo sceicco bianco regia di Federico Fellini (1952)